# Programbibliotek
Et programbibliotek er en samling funktioner, makroer og konstanter, som kan bruges fra forskellige computerprogrammer.
Genbrug af funktioner i programbiblioteker giver naturligvis mindre programmeringsarbejde, men det kan også give en besparelse når det kommer til computerens ressourcer. Hvis der bruges en dynamisk linker af programmer, bliver programbiblioteket kun hentet ind i ram en gang og får lov til at blive der så længe, der er programmer, der har brug for det.
Alternativet til dynamisk link er at der indsættes en kopi af de relevante funktioner fra programbiblioteket i hvert eneste program, der har brug for det. Dette giver større programmer og kopierede funktioner. Det kan være nødvendigt at have visse systemprogrammer linket statisk, hvis de skal kunne afvikles inden styresystemet er fuldt indlæst og infrastrukturen til dynamisk link er på plads.
Mange programmeringssprog har deres egne programbiblioteker, som man som programmør kan gøre brug af. Mange fortolkede sprog benytter et standardbibliotek, som alle programmer skal have adgang til for at kunne afvikles. Der findes programbiblioteker til bestemte styresystemer som for eksempel libc til UNIX. De bruges også til mere eller mindre specialiserede formål som håndtering af bestemte filformater.